# Parafia św. Idziego w Domasłowie
Parafia Świętego Idziego w Domasłowie – parafia rzymskokatolicka, znajdująca się w diecezji kaliskiej, w dekanacie Bralin.